# Yolanthe Sneijder-Cabau
Yolanthe Sneijder-Cabau Van Kasbergen (abans Yolanthe Cabau Van Kasbergen) (Eivissa, 19 de març de 1985) és una actriu i presentadora de televisió hispano-holandesa.

## Vida privada
Sneijder-Cabau va néixer a Eivissa. El seu pare, Xavier Cabau Ibáñez (1954-2007), era català, mentre que sa mare, Richarda Van Kasbergen, és holandesa. Xavier Cabau era un ric empresari conegut com el Rei d'Eivissa, amo de diverses discoteques, restaurants i bars. La infantesa de Sneijder-Cabau va estar marcada per la violència domèstica, després que el seu pare sofrís problemes financers i es fiqués al món de les drogues.
Quan ella tenia cinc anys, sa mare es va traslladar amb els fills a Holanda. Té set germans, així com cinc germanastres del segon matrimoni de son pare. Després de graduar-se a l'escola de secundària a 17 anys, Sneijder-Cabau va decidir dedicar-se a la interpretació.
El 2007 va començar a sortir amb Jan Smith, fins 2009. El 2009 va començar a sortir amb el futbolista Wesley Sneijder, amb el qual es va casar el 17 de juliol de 2010 a la Toscana. Després de casar-s'hi va canviar el cognom Cabau a Sneijder-Cabau. Sneijder-Cabau és la cofundadora i ambaixadora d'una empresa en contra de l'abús i la prostitució infantils.

## Carrera com a actriu
Sneijder-Cabau va aparèixer en les produccions holandeses Snowfever (2004) i Costa! (2005). De 2005 a 2008, va tenir un paper recurrent en la telenovel·la Onderweg naar morgen. El 2006, Sneijder-Cabau va protagonitzar el curtmetratge Chick Turkse, pel qual va ser nominada per un Gouden Kalf. En 2006, 2007 i 2009, Sneijder-Cabau va ser votada com la "Dona holandesa més sexy" per la revista FHM.

## Filmografia

### Cinema
| Any  | Títol                     | Personatge      | Notes |
| ---- | ------------------------- | --------------- | ----- |
| 2004 | Snowfever                 | Brenda          |       |
| 2006 | Turkse chick              | Dilara          |       |
| 2006 | Complexx                  | Lianne          |       |
| 2009 | Het geheim van Mega Mindy | Miss Volta      |       |
| 2013 | Pain & Gain               | Annalee Calvera |       |
| 2013 | Valentino                 | Nienke          |       |

### Televisió
| Any       | Títol                | Personatge       | Notes                                  |
| --------- | -------------------- | ---------------- | -------------------------------------- |
| 2004      | Vila Genetica        | Julia            |                                        |
| 2004      | Het glazen fugiu     | Student          | Episodis: "Shit" i "Liefdadigheid"     |
| 2005–2008 | Onderweg Naar Morgen | Julia Branca     |                                        |
| 2005      | Costa!               | Harem woman      | Episodi: "Zon, zee, seks en een prins" |
| 2006      | Sprint!              | Jong             | Episodi: "Jong, strak en lekker"       |
| 2009–2010 | Voetbalvrouwen       | Kate Witte       | 12 episodis                            |
| 2010      | Flikken Maastricht   | Elke             | Episodi: "Heksen"                      |
| 2012      | Van God Els          | Mathilde Boira   | Episodi: "Procedure Exit"              |
| 2013      | Beyaz Xou            | Guest appearance | Talk xou                               |